# Кйоусаргреппюр
Кйоусаргреппюр (ісл. Kjósarhreppur) — муніципалітет Ісландії, що знаходиться у північній частині регіону Гевюдборгарсвайдід.